# Oluyemi
Oluyemi ist ein männlicher Yoruba-Vorname. Der hauptsächlich in Nigeria gebräuchliche Name stammt aus der Yoruba-Sprache und bedeutet „Gott hat mir Genugtuung gegeben“.

## Namensträger
- Samuel Oluyemi Falae (* 1938), nigerianischer Politiker
- Oluyemi Kayode (1968–1994), nigerianischer Sprinter
- Oluyemi Thomas, amerikanischer Jazzklarinettist und -saxophonist